# Urban Symphony Lucky Strike
Urban Symphony Lucky Strike, fue un concierto de música chilena realizado el 31 de julio de 2002 en el Teatro Novedades. En este show la Orquesta Sinfónica de Chile, dirigida por Guillermo Rifo en conjunto con bandas de pop y rock chilenas interpretaron versiones sinfónicas de canciones de su repertorio. Este evento fue patrocinado por la marca de cigarrillos Lucky Strike, se registró en video y se distribuyeron cinco mil copias de forma gratuita en DVD, además fue posteriormente transmitido en televisión abierta por Chilevisión. Hoy esta presentación es considerada de culto.

## Playlist del concierto[6]
1. Obertura
2. Calibraciones - Aparato Raro
3. Cuando miro en tus ojos – Saiko
4. Hijo de puta – Dracma
5. Yo la quería – Electrodomésticos
6. Un nuevo baile – Emociones Clandestinas
7. Gato flojo – Ángel Parra Trío
8. Brevemente… geeente / Pobrecito mortal… – Florcita Motuda
9. Cha cha cha – Los Tetas
10. Corre que te pillo – Los Jaivas
11. Todos juntos – Los Jaivas
12. Despedida